# الکساندرو رپان
الکساندرو رپان (رومانیایی: Alexandru Repan؛ زادهٔ ۲۶ فوریهٔ ۱۹۴۰) بازیگر اهل رومانی است.
از فیلم‌هایی که وی در آنها نقش داشته است، می‌توان به میهای دلیر، ولاد تسپش و گردنبند فیروزه‌ای اشاره کرد.